# ピエール・ロスタン
ピエール・ロスタン（Pierre Rostaing, 1909年1月8日 - 1996年12月11日）は、第二次世界大戦期のフランスの軍人、ナチス・ドイツ武装親衛隊フランス人義勇兵。
当初は1940年のフランスの戦いでドイツ軍と交戦したフランス軍人であったが、1943年、ドイツ陸軍フランス人義勇兵部隊「反共フランス義勇軍団」（LVF / ドイツ陸軍第638歩兵連隊）へ入隊し、1944年9月に武装親衛隊へ移籍。後に第33SS所属武装擲弾兵師団「シャルルマーニュ」（33. Waffen-Grenadier-Division der SS „Charlemagne”）の一員となり、第58SS所属武装擲弾兵連隊第II大隊の当直として1945年2月下旬〜3月のポメラニア戦線に従軍した。
独ソ戦の最終局面である1945年4月末、「シャルルマーニュ」師団の生存者の中で戦闘継続を希望した約300名の将兵の1人となり、フランスSS突撃大隊（Französische SS-Sturmbataillon）第3中隊長としてベルリン市街戦で奮戦し、4月29日付で一級鉄十字章を受章。その後も戦闘を継続したが、ベルリン陥落後の5月2日夜にポツダム広場付近でソビエト赤軍の捕虜となった。最終階級はSS所属武装上級曹長（Waffen-Hauptscharführer der SS）。

## 1940年6月 フランス敗戦までの経歴

フランス共和国イゼール県

1909年1月8日、ピエール・ロスタンはフランス共和国ローヌ＝アルプ地域圏イゼール県ガヴェ（Gavet）に生まれた。
1927年、ロスタンは18歳の時にフランス陸軍に入隊した。入隊後はフランス領インドシナ、フランス領北アフリカのモロッコ、アルジェリア、チュニジアなどのフランス海外植民地で勤務し、1939年9月1日に第二次世界大戦が勃発した時には12年間の兵役を完了していた。
その後、ロスタンはフランス陸軍第2部（2e bureau de l'Armée）（情報機関）から技術スタッフとしてフィンランド軍へ派遣され、次いで勃発したフィンランドとソビエト連邦の冬戦争に参加した。
フランス帰国後の1940年5月、フランスの戦いでロスタンは祖国に侵入したドイツ軍に対して果敢に立ち向かったが、その甲斐も無く1940年6月にフランスはナチス・ドイツに敗北した。

## ドイツ陸軍反共フランス義勇軍団

### ドイツ軍入隊までの経緯
長らく職業軍人としての人生を歩んできたロスタンは、フランス敗戦（休戦）後のヴィシー政権軍（Armée d'armistice、ヴィシー政権下のフランス軍）に改めて入隊し、祖国フランスとその政府のために働くことを希望した。
1941年夏、ソビエト連邦と戦うフランス人義勇兵部隊「反共フランス義勇軍団」（LVF）がフランスで創設された。しかし、熱烈な愛国者であるが政治的要素を嫌うロスタンにとって、フランスの親独的ファシズム政党の領袖が創設を主導し、また、ヴィシー政権の承認を得ていない非合法な反共フランス義勇軍団は明らかに政治的軍事組織であった。
そのため、ロスタンはヴィシー政権の公式な義勇兵部隊として1942年6月下旬に創設された三色旗軍団（Légion tricolore）に同年10月13日に入隊したが、フランス軍（ヴィシー政権軍）の兵力増加を危惧したフランス占領ドイツ軍の命令によって間もなく三色旗軍団は解散に追い込まれた。さらに、11月末にドイツはフランスに残っていた唯一の正規軍であるヴィシー政権軍をも解散させた。
占領ドイツ軍の一連の干渉によって職を失った三色旗軍団やヴィシー政権軍のフランス軍人の中には、ドイツ陸軍の指揮下で東部戦線に従軍中の反共フランス義勇軍団へ入隊する者もいたが、ロスタンは昨日の敵（ナチス・ドイツ）の軍服を喜んで着るような熱狂は持っていなかった。
しかし、既に反共フランス義勇軍団に入隊していた戦友たちから臆病者呼ばわりされたことにロスタンはショックを受けた。ロスタンは即座に反共フランス義勇軍団への入隊契約書に署名し、自分が臆病者ではないことを示した。それでもなお、ロスタンの心の中の疑念は晴れていなかったが、ヴィシー政権の象徴であるペタン元帥の存在がロスタンの背中を押した。ロスタンにとって「合法」という言葉はありとあらゆる物事において重要であった。

### 1943年〜1944年 ドイツ陸軍反共フランス義勇軍団時代
1943年1月、反共フランス義勇軍団の第6回援軍と共にヴェルサイユ（反共フランス義勇軍団の本拠地）を出発したロスタンはポーランドのKruszyna演習場に到着した。ここでロスタンは3ヶ月間の訓練を終了し、反共フランス義勇軍団（ドイツ陸軍第638歩兵連隊）第Ⅲ大隊第9中隊に所属した。
1944年1月、高齢かつ病身のフロアドヴァル上級軍曹（Sergent-chef Froideval）が隊を去ると、ロスタンはジャック・セヴォ少尉（Lt. Jacques Seveau）が指揮を執る第Ⅲ大隊本部付猟兵小隊の副官となった。その後数ヶ月の間、疲れ知らずのロスタンは常に戦闘の中心で活躍し、反共フランス義勇軍団の新聞『ヨーロッパの戦士』（Combattant européen）1944年4月15日号に氏名が掲載された。
| 第Ⅲ大隊猟兵小隊副官 ピエール・ロスタン： ･･･実直かつ勇敢な下士官であり、（1944年）2月16日、Raswadaにて敵の機関銃陣地に飛び込んだ。敵の熾烈な防戦にもかかわらず、ロスタンは軽傷を負っただけで敵の機関銃の奪取に成功した。 |

1944年4月20日、ロスタンは二級鉄十字章を受章した。なお、ロスタンは反共フランス義勇軍団に在籍中、反共フランス義勇軍団戦功十字章（Croix de guerre de la Légion des Volontaires Français）を12回表彰された。

## 1944年9月 武装親衛隊への移籍
1944年9月1日、ドイツ陸軍及び武装親衛隊のフランス人義勇兵部隊の再編・統合に伴い、ピエール・ロスタンは反共フランス義勇軍団から武装親衛隊の新設のフランス人義勇兵旅団（後の第33SS所属武装擲弾兵師団「シャルルマーニュ」）に移籍し、反共フランス義勇軍団のフランス人義勇兵を基幹として編制された「第58SS所属武装擲弾兵連隊」（Waffen-Grenadier-Regiment der SS 58）の第II大隊本部に当直として所属した。
武装親衛隊への移籍に際し、解隊された反共フランス義勇軍団のフランス人義勇兵たちは様々な反応を示した。ある者は武装親衛隊の階級に身を置くことを歓迎し、ある者は武装親衛隊を「カトリック教会への純然たる敵対」と見なして移籍を拒絶した。そして、ロスタン自身にとって武装親衛隊への移籍は、ヨーロッパを脅かす共産主義者に対する戦いの継続を意味していた。
「シャルルマーニュ」旅団の訓練期間中、ロスタンはポメラニアのラウエンブルクSS下士官学校（SS-Unterführerschule Lauenburg）に入校し、自分にはドイツ人の戦友と等しい価値があることを証明せんとして熱心に活動した。同校卒業後、ロスタンはヴィルトフレッケン演習場（Truppenübungsplatz Wildflecken）で訓練中の「シャルルマーニュ」に戻り、1945年2月下旬に師団の一員として東部戦線のポメラニアへ出陣した。

## 1945年2月下旬〜3月 ポメラニア戦線
1945年2月23日、ピエール・ロスタン武装上級曹長が所属する第33SS所属武装擲弾兵師団「シャルルマーニュ」第58SS所属武装擲弾兵連隊第II大隊は、ポメラニア戦線へ向かう「シャルルマーニュ」師団の最後尾の部隊として駐屯地（ヴィルトフレッケン演習場）を出発した。ポメラニア戦線における第58SS所属武装擲弾兵連隊第II大隊の編制は次の通り。

### 第58SS所属武装擲弾兵連隊第II大隊
1945年2月25日朝、第58SS所属武装擲弾兵連隊第II大隊の各部隊は「シャルルマーニュ」師団司令部が置かれているエルゼナウ（Elsenau、現オルシャノボOlszanowo）の南西部に位置するベーレンフッテ（Bärenhutte、現ビエルナトカBiernatka）に到着した。
同日の午前中、「シャルルマーニュ」師団フランスSS部隊査察部の最高査察官グスタフ・クルケンベルクSS少将（SS-Brigf. Gustav Krukenberg）は第58SS所属武装擲弾兵連隊長エミール・レイボー武装少佐（W-Stubaf. Émile Raybaud）に対し、1個中隊をエルゼナウ〜ベーレンフッテ間に派遣して道路を確保するよう命令した。
この時、レイボーの連隊には無線機も地図も十分に備わっていなかった。このような状況で1個中隊を派遣することは連絡の途絶・兵力の損失を意味していたため、レイボーは命令を拒否しようとした。しかし、彼の抗命は却下されたため、やむを得ずレイボーは手描きの地図を第II大隊第6中隊長ミシェル・サン＝マーニュ武装上級曹長に与え、同中隊をエルゼナウ〜ベーレンフッテ間へ派遣した。
やがてレイボーは第57SS所属武装擲弾兵連隊長ヴィクトル・ド・ブルモン武装大尉（W-Hstuf. Victor de Bourmont）と連絡を取ったが、その頃、最前線でソビエト赤軍の猛攻に耐えかねた「シャルルマーニュ」師団の諸部隊が徐々にベーレンフッテ周辺に退却しつつあった。レイボーは麾下の兵力を用いて戦闘団4個を直ちに編制し、ベーレンフッテの村の防備を固めた。
それから間もなく赤軍の先鋒がベーレンフッテに迫り、レイボーの連隊が守る村の状況は海に孤立した浮島も同然となった。エルゼナウのグスタフ・クルケンベルクSS少将との連絡も途絶し、第58SS所属武装擲弾兵連隊第II大隊は絶体絶命の危機に瀕したかのように思われた。
しかし、赤軍がベーレンフッテ村を迂回して進軍した道は第II大隊の退路であるベーレンフッテ〜ハマーシュタイン（Hammerstein、現ツァルネCzarne）間の道路ではなく、ベーレンフッテ北東のエルゼナウ、すなわち「シャルルマーニュ」師団司令部へ続く道であった。
2月25日夜、危機を脱した第58SS所属武装擲弾兵連隊第II大隊はベーレンフッテ西方のハマーシュタインへ後退し、体勢を整えた。

### 予備連隊
1945年3月1日、グスタフ・クルケンベルクSS少将は不利な状況を打破するために「シャルルマーニュ」師団の戦地再編制を実施した。クルケンベルクの命令を受けたエミール・レイボー武装少佐は師団最良の部隊を集めた「行進連隊」（Régiment de Marche）、それ以外の部隊を集めた「予備連隊」（Régiment de Réserve）を編制した。この時、ピエール・ロスタン武装上級曹長はヴィクトル・ド・ブルモン武装大尉が指揮を執る予備連隊に配属されていた。
ケーリン（Körlin、現カルリノKarlino）でソビエト赤軍に包囲された「シャルルマーニュ」師団は数グループに分かれ、3月4日から5日の夜にかけて包囲突破を開始した。師団長エドガー・ピュオ武装上級大佐（W-Obf. Edgar Puaud）を伴ったド・ブルモン武装大尉の予備連隊は3月5日午前1時に行動を開始し、夜明け頃にはケーリン南東部のベルガルト（Belgard、現ビャウォガルトBiałogard）周辺の森林地帯に到達した。

### 1945年3月5日 ベルガルト平原の戦い
1945年3月5日午前8時、立ち込めた霧に乗じて予備連隊がベルガルト南西部の平原上を移動し始めた時、ロスタンは森の中にある1本のモミの樹の下で休憩していた。ロスタンは大の字になって地面に寝そべり、なけなしの食糧である黒パンの最後のひとかけらを彼の伝令兵と分け合っていた。
その時、周囲に爆発音が響き渡った。ロスタンは足元の短機関銃を手にして即座に立ち上がり、一体何が起こっているのか見当もつかないまま、部下と共に森の端まで移動した。2度目の爆発音と共に、先ほどまでロスタンたちがその下で休憩していたモミの樹が木っ端微塵に吹き飛び、ロスタンは敵の照準に捕捉されていることを確信した。その場から離れるため、ロスタンと彼の部下は遠方に見えている村落を目指して移動し、凍りついた川を越えた。
それから間を置かず、突如として予備連隊の周囲に立ち込めていた霧が消え去った。そして、姿があらわとなったロスタンたちの400メートル後方に赤軍戦車部隊がいた。平原上の「シャルルマーニュ」師団予備連隊は敵戦車の集中砲火を浴び、わずか数分で数百名が死傷するという甚大な損害を被った。
ロスタンは息を切らせながら全力で走った。たとえ伝令兵が機銃掃射を浴びて地面に倒れようとも、近距離で爆発した戦車砲弾が周囲の雪や凍土を空中に舞い上げようとも、ロスタンは足を止めなかった。背後から迫るロシア人（赤軍兵）に生きたまま捕まることへの恐怖が、ロスタンの身体をひたすら前方へ突き動かした。
やがて、ロスタンは目標の村落に辿り着くことができたが、既に村は赤軍に占領されていた。ロスタンは短機関銃を右に左に撃ちながら、村の中で防備が薄い箇所を突破した。この時、赤軍兵の銃弾がロスタンの周囲に飛来したが、幸運にもロスタンは命中弾を浴びることなく、土手の斜面を登って反対側に転がり落ち、次いで近隣の森の中へ逃げ込んだ。
こうして、ロスタンは1945年3月5日朝に「シャルルマーニュ」師団予備連隊が壊滅したベルガルト平原の虐殺的戦闘を生き延びた。しかし、赤軍戦車と赤軍兵の追撃を受けて逃走中のロスタンがある地点で後ろの方を見た時、ロスタンについて来られなかった30名ほどの戦友が足を止め、両腕を高く上げていた。

## 1945年3月〜4月 「シャルルマーニュ」師団再編

### 戦闘継続
1945年3月、大損害を被ってポメラニア戦線から撤退した「シャルルマーニュ」師団の生存者は、陸路もしくは海路でドイツ北部地域を目指し、アンクラム（Anklam）北西に位置するヤルゲリン（Jargelin）を集結地点とした。その後、生存者が多少集まった「シャルルマーニュ」師団は3月24日にノイシュトレーリッツ（Neustrelitz）に移動し、師団司令部をベルリン北方のカルピン（Carpin）に設置した上で再編制に着手した。
4月初旬、再編制後の「シャルルマーニュ」師団（連隊）の兵力は約1,000名に回復したが、親衛隊全国指導者ハインリヒ・ヒムラーとフランスSS部隊最高査察官兼「シャルルマーニュ」師団長グスタフ・クルケンベルクSS少将は、これ以上の戦闘継続を希望しない将兵を戦闘任務から解放した上で、師団（連隊）に残った真の意味での義勇兵だけで構成される新たな「シャルルマーニュ」の編制を決定した。
この時、ピエール・ロスタン武装上級曹長は戦闘継続を希望した他のフランス人義勇兵たちと共に「シャルルマーニュ」の戦闘部隊に残り、彼らは改めて第三帝国総統アドルフ・ヒトラーへの忠誠・敢闘を宣誓した。歴戦のフランス人義勇兵の1人であるロスタンにとって、これがアドルフ・ヒトラーに対する3度目の宣誓となった。ナチズム（国家社会主義）信奉者ではないロスタンが武装親衛隊に残って戦闘継続を希望した理由は、「あらゆる文明社会の敵」である共産主義と戦うという彼の本能的な反共主義に由来する強固な意志、ただそれだけであった。
その後、ロスタンは再編制後の「シャルルマーニュ」師団（連隊）における第58SS大隊（SS-Bataillon 58）第6中隊の指揮を委ねられた。
しかし、当時の第58SS大隊長を務めていた若いドイツ人将校ハンス・ローベルト・ヤウスSS大尉（ドイツ十字章金章受章者）は、時が経つにつれて戦争への幻滅の度合いを増していった。彼は「シャルルマーニュ」師団（連隊）内における反グスタフ・クルケンベルクSS少将グループの筆頭となり、クルケンベルクと目を合わせる度に口論を繰り広げた。
戦闘継続を希望した他の将兵の士気に悪影響を及ぼしかねないヤウスの扱いに窮したクルケンベルクは、親衛隊作戦本部に対して「ヤウスSS大尉は士官候補生の監査に最適の人物であるが、彼の居場所はフランス人義勇兵たちの隣ではない」と報告し、ヤウスを更迭した。その後、ヤウスの後任としてクレープシュSS大尉（SS-Hstuf. Kroepsch）が第58SS大隊指揮官に就任した。

### ベルリン出発前の出来事

#### 士官候補生たちの復帰
1945年4月14日、カルピンにおいて再編制中の「シャルルマーニュ」師団（連隊）に、1945年1月から4月初旬までキーンシュラークSS装甲擲弾兵学校（SS-Panzergrenadierschule Kienschlag）で将校教育課程を履修していたフランス人士官候補生20名以上が合流（復帰）した。その中でドイツ陸軍反共フランス義勇軍団（LVF）出身者の多くは第58SS大隊に配属され、ピエール・ロスタン武装上級曹長の第6中隊には次の4名のSS所属武装連隊付上級士官候補生（Waffen-Standarten-OberJunker der SS）が配属された。
- ガストン・ボムガルトネ（Gaston Baumgartner）
- ジャック・シャヴァン（Jacques Chavant）
- ジャン・デュムラン（Jean Dumoulin）
- ラウル・ジノー（Raoul Ginot）

この4名のうち、ボムガルトネとデュムランは反共フランス義勇軍団時代からのロスタンの知人であった。

#### 森林管理官との悶着
1945年4月16日朝、ソビエト赤軍はオーデル川沿いに展開するドイツ第9軍と第4装甲軍に対する大攻勢を開始した（ゼーロウ高地の戦い）。ベルリンの戦いの前哨戦であるこの戦いでドイツ軍部隊は後退しつつ頑強に抵抗したが、19日に赤軍はドイツ軍戦線を突破し、第三帝国の首都ベルリンを包囲する準備に着手した。
しかし、赤軍によるベルリン包囲が着々と進んでいるこの時期は、ベルリン北部で対戦車障害物建設工事に従事している「シャルルマーニュ」師団（連隊）のフランス人将兵にとっては奇妙なほど平穏な期間であった。
当時、ピエール・ロスタン武装上級曹長の第58SS大隊第6中隊も、他の将兵と同様にベルリン北部で対戦車障害物建設工事に従事していた。彼らは朝から夜まで続く重労働に汗を流していたが、彼らに支給される食糧は非常に乏しかった。そのため、中隊長であるロスタンは少しでも多くの食べ物を補わんとして、狩猟が第三帝国の法律における禁則事項の1つであったにもかかわらず、毎日のように駐屯地周辺の森でシカを狩っていた。
ある日、ヴォクール（Wokuhl）の森林管理官が怒りに身を震わせてロスタンの執務室のドアを蹴り開けた。森林管理官は自分が逮捕したシカ殺し（反共フランス義勇軍団以来のフランス人義勇兵で、ロスタンの部下の1人）をロスタンの前に突き出して、この男は私が近寄った時に私の頭を狙って発砲した、と説明した。
禁則事項である狩猟を率先して実行していたロスタンは、自分と部下の不祥事を隠すように「我々は鉄の規律で支配されており、そのようなことをするはずがない」として、貴官（森林管理官）の勘違いではないのかと言い返した。この対応に納得がいかない森林管理官は、さらにロスタンに食ってかかった。
すると、突然逆上したロスタンは森林管理官が持っていたライフルを奪い取って床に叩きつけた。その迫力に肝を潰した森林管理官の怒りは消え失せ、彼は半泣きで立ち去った。翌日、お詫びの仲直りのしるしとして、森林管理官は自分が仕留めた獲物をロスタンのもとへ送り届けた。

## 1945年4月24日 ベルリンへの出発

### フランスSS突撃大隊第3中隊
1945年4月24日午前3時頃、グスタフ・クルケンベルクSS少将はベルリンから送られてきた「『シャルルマーニュ』師団（連隊）の将兵をもって1個突撃大隊を編制し、最短距離でベルリンまで来るように」という内容のテレグラムを受け取った。
クルケンベルクは直ちにアンリ・フネSS義勇大尉が指揮を執る第57SS大隊の全部隊、第58SS大隊の1個中隊、そして師団戦術学校から成る1個突撃大隊、すなわち「フランスSS突撃大隊」（Französische SS-Sturmbataillon）を編制した。この時、ピエール・ロスタン武装上級曹長の第58SS大隊第6中隊は、自分たちが第58SS大隊出身でベルリン行きを志願した唯一の中隊となったことを誇りに思った。ロスタンは整列した自分の中隊の将兵に対し、次のように言った。
| 「 | 野郎ども、俺たちはベルリン防衛のために出陣する！ 第6中隊にはただの1人として臆病者がいないことを俺は願っているぞ。志願者は1歩前へ進め。 | 」 |

そして、一瞬の躊躇も無く第58SS大隊第6中隊の将兵125名全員が1歩前へ進み、ロスタンの第58SS大隊第6中隊はフランスSS突撃大隊第3中隊と化した。

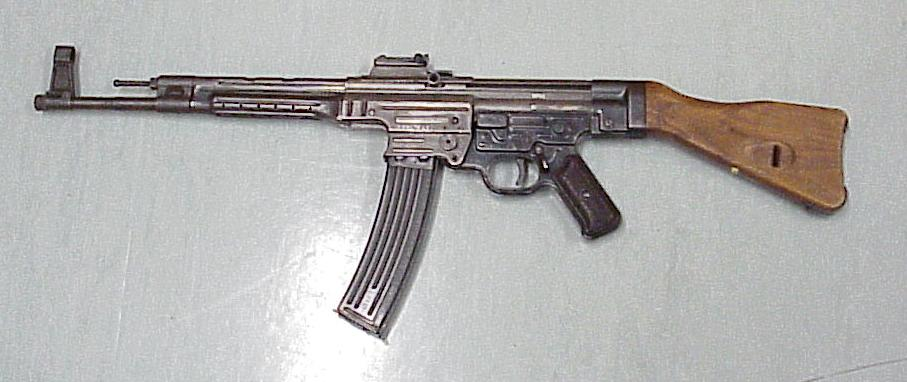
StG44

ベルリン行きを志願したフランス人義勇兵たちには、「シャルルマーニュ」師団（連隊）に残されていた武器・弾薬のほとんどが与えられた。この時、フネの第57SS大隊出身の将兵はほぼ全員にStG44（突撃銃）が与えられたが、第58SS大隊出身のロスタンの中隊で運良く突撃銃を与えられた者は中隊全体の約3分の1の将兵だけであった。
なお、ポメラニア戦線敗退後のフランス人義勇兵たちに食糧が満足に支給されたのはこの時が最初で最後であったが、彼らは食糧を多く持って行くよりも弾薬を多く持って行くことを選んだ。

### 行軍開始
1945年4月24日午前5時30分、グスタフ・クルケンベルクSS少将とアンリ・フネSS義勇大尉のフランスSS突撃大隊はベルリン北方のカルピン（Carpin）を出発し、ベルリン目指して行軍を開始した。戦火とソビエト赤軍から逃れるためにドイツ北部地域を目指す難民とドイツ軍兵士にとって、ベルリンに向かって進むフランス人義勇兵の車列は目を疑う存在であった。
この時、ピエール・ロスタン武装上級曹長のフランスSS突撃大隊第3中隊は順調に行軍していたが、ある地点において、隊列の最後尾を進んでいたラウル・ジノー武装連隊付上級士官候補生（W-StdObJu. Raoul Ginot）の第1小隊を輸送していたトラックが故障してしまった。
ジノーのトラックは前方車輌とケーブルで繋がれて牽引され、移動を再開することができた。しかし、同様に故障した2輌のトラックはこれ以上の行軍が不可能となり、カルピンへ引き返した。行軍を断念して引き返したトラックが輸送していたフランス人義勇兵たちの中には、ジャック・シャヴァン武装連隊付上級士官候補生（W-StdObJu. Jacques Chavant）の第3中隊第3小隊も含まれていた。
さらに、同日午後3時頃にはフランスSS突撃大隊の車列が渡ろうとした橋が国民突撃隊によって誤爆され、フランス人義勇兵たちは車を利用した行軍が不可能となった。グスタフ・クルケンベルクSS少将は全ての物資をトラックから降ろさせた後、トラックの運転手には重傷者を乗せてカルピンまで戻るよう命令した。
ベルリンまでの残りの道を徒歩で行軍せざるを得なくなったフランスSS突撃大隊は、クルケンベルクとアンリ・フネが先頭を進み、その後ろにヴィルヘルム・ヴェーバーSS中尉（SS-Ostuf. Wilhelm Weber）の戦術学校、ピエール・ミシェルSS義勇中尉（SS-Frw. Ostuf. Pierre Michel）の第2中隊、ロスタンの第3中隊、ジャン・オリヴィエSS義勇曹長（SS-Frw. Oscha. Jean Ollivier）の第4中隊、ジャン＝クレマン・ラブルデットSS義勇少尉（SS-Frw. Ustuf. Jean-Clément Labourdette）の第1中隊が続いた。
ベルリンまでの距離が縮まりつつあった時、地元のドイツ軍補給部隊の将校がクルケンベルクに対し、フランス人義勇兵たちの助けにするため自分の集積所の補給物資を彼らに「強奪」させても構わないと申し出た。一刻でも早くベルリンに向かおうとするクルケンベルクはこの申し出を断ったが、ロスタンは賢明にも部下数名を集積所に向かわせ、補給物資を入手していた。
そして4月24日午後10時頃、フランスSS突撃大隊はベルリン市内のベルリン・オリンピアシュタディオン近隣の国立競技場（Reichssportfeld）に到着した。
休養を取った後、ベルリン市内で新たな車を与えられたフランスSS突撃大隊は移動を再開し、4月25日午後にはノイケルン区に到着した。この日、ロスタンの第3中隊は1軒のパブの地下室を寝床として使用したが、幸運にも同地下室にはビールが貯蔵されていた。

## 1945年4月 ベルリン市街戦

### 4月26日 ノイケルンの戦い
1945年4月26日早朝、フランスSS突撃大隊はノイケルン区役所とその周辺に布陣し、第11SS義勇装甲擲弾兵師団「ノルトラント」の戦車の支援を伴った攻撃を開始した。ベルリン市街戦のノイケルンの戦いにおけるフランスSS突撃大隊第3中隊の編制は次の通り。

#### 死闘
ピエール・ロスタン武装上級曹長の第3中隊（約80名）はブラウナウアー通り（Braunauerstraße、現ゾンネンアレーSonnenallee）に沿って出撃した。彼ら第3中隊は燃料不足で機動を制限されている「ノルトラント」師団のティーガーII重戦車からの援護射撃を約束され、左側面にボムガルトネ武装連隊付上級士官候補生の第2小隊、右側面に中隊長のロスタンと副官デュムラン武装連隊付上級士官候補生、ジノー武装連隊付上級士官候補生の第1小隊が展開してベルリン市街の道路を進んだ。
第3中隊の戦いの火蓋は、突如として響き渡った機関銃の発射音によって切られた。ロスタンの隣を進んでいた副官デュムランは銃撃を受けて斃れた。ロスタンは即座に第1小隊に前進を命じたが、第1小隊長ジノーは恐怖のあまり麻痺状態に陥ったため、ロスタンは彼を後方に下げざるを得なかった。第1小隊の兵は指揮官を失ったものの、前進を続けた。
間もなく、第3中隊は道路の中央に築かれたドイツ軍の対戦車バリケードに接近したが、既にそこはソビエト赤軍兵に制圧されていた。ロスタンはバリケードから50メートルほどの位置にある道を横切ろうとしたが、その時、1輌のT-34戦車がロスタンからわずか10メートルしか離れていない位置に停車しており、戦車から降りていた乗員がロスタンに気付いた。ロスタンは突撃銃を連射して2名を倒したが、残りの3名は遮蔽物に身を隠した。
そこで、ロスタンは自身の弾薬補給兵にパンツァーファウストを用意させた後、T-34戦車に狙いを定めてパンツァーファウストを発射した。その弾頭がT-34の砲塔の下部に命中し、大爆発と共にT-34の砲塔は吹き飛んだ。しかし、搭載弾薬に誘爆したが故の大爆発は、同時に周囲の全方向へ戦車の残骸・鋼鉄の破片を飛散させた。ロスタンの様子を物陰から身を乗り出して見ていた弾薬補給兵は、飛来した鉄片によって頭部が胴体から切断された。ロスタンは右こめかみに破片が直撃し、その衝撃で気を失った。
やがて意識を取り戻したロスタンが周囲を見渡すと、ロスタンの部下12名の死体が近くの路上に散らばっており、重傷を負っている者が泣き叫んでいた。この時、第3中隊の他の小隊の姿はロスタンの視界のどこにも見受けられなかった。
ロスタンは周囲をさらに注意深く見渡した。すると、数メートル先の建物のドアがゆっくりと開き、PM1910重機関銃の銃身が現れた。これを見たロスタンは素早く突撃し、機関銃の周囲の赤軍兵3名を射殺した。ここに待ち伏せていた重機関銃はベルリン市街を覆う戦闘騒音に乗じて発砲し、建物の前を通る武装親衛隊フランス人義勇兵たちが機関銃の存在に気付く前に彼らをなぎ倒していたのであった。
ノイケルンの戦いが開始されてから1時間も経たないうちにロスタンの第3中隊は4分の1以上の兵力を失い、さらに、赤軍狙撃兵の銃弾によって第3中隊の死傷者数は増加の一途を辿った。ロスタンの伝令兵4名のうち2名は狙撃兵に射殺され、第2小隊長ボムガルトネと彼の副官は足首を撃ち抜かれ、第1小隊長ジノーは腕を負傷した。しかし、この時には麻痺状態から立ち直って闘志と冷静さを取り戻していたジノーは、治療のための後送命令を拒否して前線に留まった。
なお、ロスタン自身も敵狙撃兵に狙われたが、幸運にも銃弾はズボンの右ひざ上部を切り裂いただけでロスタンの身体には命中しなかった。この時、生き残っている伝令兵2名のうち1名は足に銃弾が命中したが、それでもなお伝令の任務を続けていた。ロスタンはこの負傷した伝令兵を連絡員としてノイケルン区役所の大隊本部に（必要とあらば彼が治療のために後送されることを期待しつつ）派遣した。これまでに第3中隊の援護を担当する他の中隊（第2中隊）は攻撃の最初の段階で壊乱していたが、「ノルトラント」師団のティーガーIIは2輌のT-34を撃破していた。

#### リヒャルトプラッツ
その後、体勢を整えた第3中隊は再度前進を開始した。建物という建物、部屋という部屋で赤軍兵と血みどろの白兵戦を繰り広げ、道路では上空から降りそそぐ迫撃砲弾にもひるまず突撃する武装親衛隊フランス人義勇兵たちは、赤軍が維持していたバリケードをついに制圧した。
ロスタンたちは道路を挟んで向かい側の建物を新たな拠点にするため、道路を横切ろうとした。その際にロスタンはパンツァーファウストをソビエト赤軍の方向へ発射して赤軍兵を撹乱したが、建物の上階の赤軍狙撃兵はこれに動じることなく狙撃銃を構え、道路を横切っていたフランス人義勇兵のうちの1人ギイ・デデュー（Guy Dedieu）の頭部を撃ち抜いた。狙撃兵を発見したロスタンは部下に建物の窓を撃つよう命じ、手榴弾を投げ込ませた。手榴弾を用いた攻撃は3度に渡って試みられ、狙撃兵は沈黙した。
次の目標としてロスタンの第3中隊はリヒャルトプラッツ（Richardplatz）方面へ進んだが、広場は赤軍の対戦車砲1門によって守られていた。やがて現れたドイツ軍の突撃砲がこれを砲撃し、敵の対戦車砲は二度と火を噴かなくなったものの、銃撃を続けるPM1910重機関銃はロスタンの中隊を物陰に釘付けにしていた。最終的にロスタンが側面からこの機関銃陣地に忍び寄り、手榴弾を放り込んで広場の戦闘に決着をつけた。
勝利の喜びと共に、第3中隊の将兵はリヒャルトプラッツに入った。この時、ロスタンはノイケルン区役所のフランスSS突撃大隊本部との連絡を失っていたにもかかわらず、テンペルホーフ〜トレプトフ（Tempelhof〜Treptow）間のSバーン線へ進出する新たな攻撃を決意していた。
しかし、突如としてロスタンの部下の1人であるアルボネル（Arbonnel）が激しく泣き出したため、ロスタンは彼の状態を確かめた。腹部に銃弾が命中したアルボネルは「やられた」と思い込んでいたが、実際には銃弾は彼のベルトのバックル部分で止まっており、奇跡的にアルボネル自身は無傷であった。ロスタンは泣きわめくアルボネルの頬を何回か軽く叩き、彼を落ち着かせた。
その後もロスタンの第3中隊は戦闘を継続したが、4月26日午後5時頃、大隊長アンリ・フネSS義勇大尉から通達された命令により、第3中隊は大隊本部まで帰還することとなった。攻勢に出ている自分の中隊が他の中隊（いずれも苦戦の末に後退）のおかげで進撃を停止させられることにロスタンは怒りを覚えたが、命令に従って大隊本部に合流した。第3中隊は26日午後7時にハーマンプラッツ（Hermannplatz）まで後退するフランスSS突撃大隊の後衛を務めた。
ノイケルンの戦いが開始された26日朝の時点では約80名の将兵を数えた第3中隊であったが、その兵力は26日夜の時点で約30名に減少していた。

### 4月27日
1945年4月27日、前日のノイケルンの戦いで奮戦（ソビエト赤軍戦車を14輌撃破）したフランスSS突撃大隊は、「ノルトラント」師団司令官グスタフ・クルケンベルクSS少将（ベルリン到着後に就任）から1日の休養を与えられた。同日の午後に大隊はオペラハウスからトーマスケラー醸造所、次いでベルリン地下鉄市中央駅（U-Bahnhof Stadtmitte）に移動した。

### 4月28日
1945年4月28日の夜明け前、ソビエト赤軍はハレ門（Hallesches Tor）近くのランドヴェーア運河（Landwehrkanal）を渡り、戦車多数をベレ＝アリアンス・プラッツ（Belle-Alliance-Platz, 現メーリングプラッツMehringplatz）に前進させた。この広場から出る3つの道はいずれも総統官邸に至る重要な道であった。
夜も明けきらぬ頃、フランスSS突撃大隊はベレ＝アリアンス・プラッツに戦車破壊班を2個派遣した。「ノルトラント」師団の要請によって大隊副官ハンス＝ヨアヒム・フォン・ヴァレンロートSS中尉（SS-Ostuf. Hans-Joachim von Wallenrodt）率いる最初の戦車破壊班が出撃した1時間後、大隊本部小隊長リュシアン・アンヌカールSS義勇上級曹長（SS-Frw. Hscha. Lucien Hennecart）率いる第2戦車破壊班も出撃した。そして夜が明ける頃には、フランスSS突撃大隊の残存部隊全てが交戦状態に突入していた。

### 4月29日

#### 九死に一生
1945年4月29日の夜明け、ベルリン市街の建物に陣取るフランスSS突撃大隊のもとへ再びソビエト赤軍戦車が来襲した。武装親衛隊フランス人義勇兵たちは絶好の位置からパンツァーファウストを発射し、敵戦車部隊の第一波を撃退した。
この日、ピエール・ロスタン武装上級曹長の第3中隊は大隊本部が置かれた建物の2階を監視所として使用していた。やがて、ロスタンの耳に新たな敵戦車の接近音が聞こえ、次いでスターリン重戦車がその巨大な姿を現した。ロスタンは恐怖に身を震わせた。88mm級の大砲だけがこの「鋼鉄の化け物」の重装甲を貫けるのに対し、フランス人義勇兵たちの手元にあるものはパンツァーファウストだけであった。
スターリン重戦車が建物から約30メートルの位置にまで迫った時、4箇所から一斉にパンツァーファウストの弾頭が放たれた。しかし、その次の瞬間、フランスSS突撃大隊本部とロスタンの第3中隊が篭る建物は「落盤」した。天井から落下した形鋼が頭部に直撃し、気絶したロスタンは建物の瓦礫に生き埋めにされた。
ロスタンが生存している兆候が無かったため、第3中隊の兵は大隊長アンリ・フネSS義勇大尉に自分たちの中隊長の戦死を報告した。積もった瓦礫の様子を見に行ったフネはショックを受けた。第3中隊の兵と同じく、フネもロスタンが死んだと確信せざるを得なかった。
一方、後に瓦礫の中で目を覚ましたロスタンは、まず自分の手足が動かせるかどうかを確かめた。手足はいずれも骨折していなかったため、ロスタンは自ら動いて瓦礫の中から這い出た。スターリン重戦車はパンツァーファウストで撃破されるとほぼ同時に主砲を放ち、建物を崩壊させてロスタンを生き埋めにしたが、ロスタンの供である幸運は今回も彼を見捨てていなかった。
瓦礫の中から這い出たロスタンがベルリン市街の路上に立った時、遠くから聞こえる戦闘騒音以外、ロスタンの周囲は静まり返っていた。次にすべきこととして降伏は論外であったが、人影の無い道路上でロスタンは途方に暮れていた。しかし、ロスタンはドイツ陸軍反共フランス義勇軍団以来の親友で、今はフランスSS突撃大隊第4中隊長代行のセルジュ・プロトポポフ武装連隊付士官候補生（W-StdJu. Serge Protopopoff）と合流することができ、大隊長アンリ・フネSS義勇大尉のもとへ生還した。

#### 鉄十字章
死んだはずのロスタンが生きて戻ってきたのを見たフネは、驚きと喜びをあらわにしてロスタンを抱きしめ、1杯のコーヒーを差し出し、そしてロスタンのために一級鉄十字章の授与式を執り行った。戦後のロスタンはこの鉄十字章授与式について、次のように述べている。
| 「 | 今日でも私がこの時のことを思い出すと、私の胸には熱いものがこみ上げ、目には涙が溢れてくる。素晴らしかった･･･。私はこの時の思い出を一生忘れずに、私の墓まで持っていくだろう。 | 」 |

戦友一同が見守る中、完璧な気をつけの姿勢でロスタンはフネから一級鉄十字章を授与された。3歩下がったフネはロスタンに敬礼をし、ロスタンもこれに答礼した。ロスタンの他に数名の将兵も一級鉄十字章を授与され、その後、フランス人義勇兵たちは「旗を高く掲げよ」（ホルスト・ヴェッセルの歌）をフランス語で熱唱した。さらに、ロスタンは少尉（Untersturmführer）の階級への昇進も約束された（が、こちらは実現しなかった）。
ちなみに、ロスタンの戦友の1人ウジェーヌ・ヴォロ武装伍長（W-Uscha. Eugène Vaulot）は、ロスタンが一級鉄十字章を授与されたこの日、ベルリン市街戦での個人戦車撃破記録を8輌に伸ばし、「ノルトラント」師団司令官グスタフ・クルケンベルクSS少将から騎士鉄十字章を授与されていた。
同日の夜、アンリ・フネに率いられたフランスSS突撃大隊は、大隊本部を図書館の地下室に移動させた。同地下室には壮麗な美術本が保管されており、訪れた者たちの娯楽の種となった。まるで周囲の地獄の風景を中和せんとするかのように、彼らフランス人義勇兵たちは光に満ちた風景を探してページをめくっていった。ロスタンにとって、図書館に保管されている貴重な書物は「我々がそのために戦っている、西欧文化の象徴」であった。

### 4月30日
1945年4月30日の夜明け、図書館の中の疲弊したフランスSS突撃大隊の将兵は眠気に襲われつつも目を覚ましており、パンツァーファウストを手にしてソビエト赤軍戦車の来襲に備えていた。
そして、フリードリヒ通り（Friedrichstraße）を突き進んできたT-34戦車は、図書館の窓からフランス人義勇兵が発射したパンツァーファウストの弾頭が直撃し、爆発・炎上した。その次に続いた戦車も同様に破壊され、この日の夜までにロスタンは戦車を含む21輌の赤軍装甲車輌が図書館周辺で大破・炎上しているのを数えた。これら赤軍車輌の「墓場」は、その散乱した鉄クズ（車輌の残骸）と燃え盛る炎が後続の赤軍部隊の進撃を妨害する防波堤となり、フランス人義勇兵たちにとっては石造りの家よりも頼りになる存在であった。この日の戦闘に参加し、21輌の赤軍装甲車輌を撃破したわずか25（もしくは26）名のフランス人義勇兵は、戦後のロスタンが「今日でも鮮明に思い出せる」と述べるほどの熱意で防衛戦闘に臨んでいた。

### 5月1日
1945年5月1日朝、ベルリン官庁街防衛司令官ヴィルヘルム・モーンケSS少将と「ノルトラント」師団司令官グスタフ・クルケンベルクSS少将が現在の状況と今後の作戦について電話連絡を取っている間、図書館内に篭るアンリ・フネSS義勇大尉とフランスSS突撃大隊は久しぶりに戦闘の無い平穏な朝を迎えた。
この久しぶりに訪れた平穏な時の間に、ロスタンは親友のセルジュ・プロトポポフと共に図書館の中庭に出て新鮮な空気を吸っていた。2人は歩きながら様々な話を交わし、ドイツ陸軍反共フランス義勇軍団（LVF）出身者で武装親衛隊に所属し、今でも戦いを続けている者は自分たち2人だけであることに互いに同意した。
しかしその時、ロスタンは迫撃砲弾が飛来する音を耳にした。プロトポポフに「伏せろ！」と叫びながら、ロスタンは樽の背後に飛び込んだ。中庭に落ちて炸裂した迫撃砲弾の破片は遮蔽物をズタズタにしたが、ロスタン自身は無傷であった。
そして、身を起こしたロスタンの視界に、地面に横たわったまま動かなくなっている親友の姿が映った。全身の力が抜けたロスタンはプロトポポフの傍で両膝を着いた。プロトポポフはかすかな声でロスタンに「君が最後の生き残りだ」と言い、息を引き取った。
その後、知らせを受けて現場に駆けつけた大隊長アンリ・フネSS義勇大尉によって、プロトポポフの簡潔な葬儀が執り行われた（プロトポポフはベルリン市街戦で赤軍戦車を5輌撃破していたため、一級鉄十字章が追贈された）。
5月1日午後、フランスSS突撃大隊の状況は次第に悪化していた。建物に陣取ってからの攻撃を得意とするフランス人義勇兵に対し、赤軍は砲撃と火炎放射を浴びせてフランス人義勇兵を建物から駆逐した。同日午後6時、大隊はヴィルヘルム通り（Wilhelmstraße）とプリンツ＝アルブレヒト通り（Prinz-Albrecht-Straße, 現ニーダーキルヒナー通りNiederkirchnerstraße）の角にある保安省（ゲシュタポ本部）の周辺に移動した。

### 5月2日

#### 敗北
1945年5月1日から2日にかけての夜は、保安省の建物内部にいるアンリ・フネSS義勇大尉とフランスSS突撃大隊の生存者にとって静かな夜であった。彼らは総統官邸に移動した「ノルトラント」師団1個中隊の戦区も確保し、警戒を続けていた。
しかし、夜明け頃、彼らは前線が航空省（Luftfahrministrerium）近辺に迫っていることを察知し、航空省まで後退した。そして、フランス人義勇兵たちが航空省内部のドイツ空軍部隊の陣地を引き継いで間もなく、白旗を掲げた自動車が前線から現れた。
その車に乗っていたドイツ国防軍将校とソビエト赤軍将校は、航空省内部で降伏について話し合った。航空省内の部隊を指揮していたドイツ空軍少佐は投降を決意していたが、フネをはじめとするフランスSS突撃大隊の生存者は総統官邸の様子を確認するため、航空省を立ち去った。
大勢の市民と非武装のドイツ軍兵士がベルリン市街の道路を埋め尽くす中、フネ一行は廃墟内を伝って移動した。この時、ロスタンは移動するフランスSS突撃大隊の後衛を務めていたが、物思いにふけっていたため、1人の赤軍兵が近くに迫っていることに気付いていなかった。赤軍兵はロスタンに武器を捨てろと命令したが、ロスタンの答えは戦友たちの方向へ走り出すことであった。赤軍兵からの発砲は無く、ロスタンはフネたちと再び合流して廃墟内の移動を続けた。
やがて通気口を経て、フランスSS突撃大隊の生存者はUバーンの構内・地下鉄のトンネルに入った。そこは生き延びるに最適の場所であると同時に、発見されることなく総統官邸まで向かうことが可能な場所であった。そして、総統官邸の向かい側にあるUバーン駅に到着した後、大隊長のフネは地上の様子を探るために、地上の道路の換気口まで続く梯子を登っていった。
ロスタンをはじめ、駅構内に待機している者たちはフネの知らせを待ちわびていた。やがて、フネが梯子を降りて戻ってきたため、彼らはフネを囲むようにして集まった。フネは、いたるところにロシア兵がおり、総統は間違いなく死んでいる、と伝えた。
この知らせを聞いたフランス人義勇兵たちは静かにうなだれた。絶望した若い下士官はロスタンに対し、我々は民間人の服を着るべきでは、と尋ねた。するとロスタンは「俺たちは変装するためにここまで来たわけじゃない」と、プロの軍人らしい答えを返した。戦争に敗北したという事実は涙となってロスタンの頬を濡らしていたが、ロスタンの闘志は消えていなかった。ロスタンは言葉を続けた。「まだやるぞ」
その後、大隊長のフネは、地下鉄の線路を利用して行けるところまで行き、夜を利用して休息をとり、ヴァルター・ヴェンク装甲兵大将のドイツ第12軍がいるはずのポツダムまで突破を試みる計画を示した。フランスSS突撃大隊の生存者全員がこれに同意し、彼らはベルリン・ミッテ区のポツダム広場まで静かに移動した。
しかし、5月2日正午頃、ポツダム広場において斥候がもたらした報告により、地下鉄の線路が地上と繋がっていることが判明した。身を隠しながらベルリン市街を脱出するフランス人義勇兵たちにとって、これは日中に移動を続けることを不可能にした。それゆえ、彼らは夜になってからの移動に備え、小グループに分かれてそれぞれ次々と姿をくらました。ロスタンはフネのグループやその他のグループと別れ、16名のフランス人義勇兵と共に潜伏を開始した。

#### 捕虜

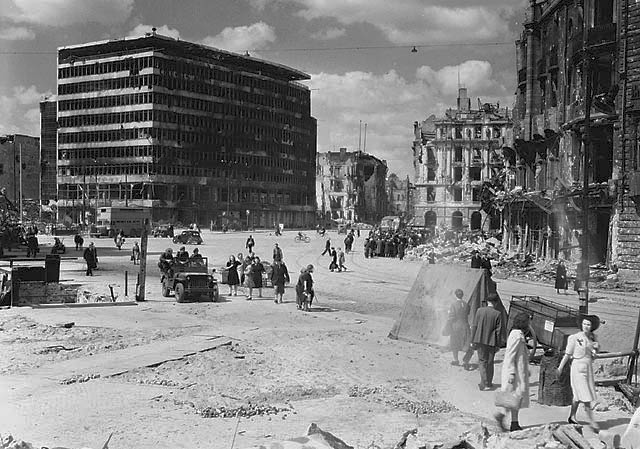
ポツダム広場（戦後の撮影）

1945年5月2日の夜、ポツダム広場周辺の地下鉄駅構内で仮眠をとっていたロスタンのグループは、突如として聞こえてきた何者かの声によって目を覚ました。「投降せよ、さもなくば駅を爆破する」という旨の通告がフランス語で繰り返し言い渡され、フランス人義勇兵たちは互いの顔を見た。進退が窮まったロスタンたちは観念し、武器を高く掲げつつ潜伏場所から姿を現した。潜伏場所の外では、戦争に勝利して上機嫌のソビエト赤軍兵が彼らを待ち受けていた。
赤軍兵は捕虜にしたロスタンと他のフランス人義勇兵の腕時計を最初に奪い、次いで彼らのポケットの中の手紙・写真・金品といった私物を根こそぎ奪い取った。それから赤軍兵は「お前たちはSSか？ そうでなくても戦車を破壊したか？」と、何度も尋ねた。ロスタンたちは何も答えなかった。1時間前に彼らは自分たちの制服に着いている（武装親衛隊の）襟章や腕章を剥がしていた。
しかし、ここでフランス人義勇兵の1人は自分の腕に着けている2個の戦車撃破章（Panzervernichtungsabzeichen）を剥がし忘れていた。その勲章を見て怒り狂った赤軍下士官の1人は叫び声を上げながら彼に襲いかかり、殴る蹴るの暴行を加えた。そして赤軍下士官は拳銃を取り出し、戦車撃破章を腕に着けているフランス人義勇兵の頭部に銃弾を撃ち込んだ。
その後、ロスタンと他のフランス人義勇兵は壁の前に並んで立たされた。自分たちと正対した赤軍兵が武器を持っているのを見たフランス人義勇兵たちは、ついに最期の時が来たと確信した。死を覚悟したロスタンは不思議にも穏やかな気分であったが、右隣から嗚咽が聞こえてきた。ロスタンの右隣にいたのはクロード・カパール（Claude Capard）という名の18歳の義勇兵で、彼は4月26日のノイケルンの戦いで勇敢な戦いぶりを示した（4月27日に二級鉄十字章を受章した）が、今はその勇気も消え失せてひたすら泣いていた。
ロスタンが彼を励まそうとした時、酒瓶を小脇に抱えて酔っ払っている赤軍将校が現れた。赤軍将校はその場を何度か行き来した後、最終的にロスタンの前で足を止め、ロシア語でいくつか質問をした。幸運にもロスタンはロシア語を知っていたので、「自分たちはフランス人で、ドイツに協力するよう強制された」という（嘘の）説明をした。それを聞いた赤軍将校の反応を見てロスタンは、この将校は兵に対し、武器を下ろしてあっちへ行けとでも命じたに違いないと思った。
そして、赤軍将校はロスタンに対し、これから移送する捕虜の列の中に貴様の部下を加えさせるよう命令した。この命令に従って部下を移動させるロスタンの胸中には喜びが満ち溢れていた。

## 戦後

### 刑務所生活
ベルリン市街戦終了時にソビエト赤軍の捕虜となったピエール・ロスタンは、戦後のドイツ国内の赤軍占領区域に設けられた捕虜収容所を転々とし、1945年10月初旬にフランクフルト・アン・デア・オーダー（Frankfurt (Oder)）に移った。
やがて、フランスの赤十字であるフランス赤十字社（Croix rouge française）の調査を受けたロスタンは、これまでの経緯を包み隠さず全て打ち明けた。ロスタンは占領下のベルリンに身柄を移され、テーゲル（Tegel）刑務所に収監された（ここでロスタンはフランス人看守から粗暴な扱いを受けながら時を過ごした）。そして1946年3月、ロスタンはフランスに送還された。
しかし、1946年3月16日にパリの鉄道駅に到着したロスタンを待っていたものは憎悪に満ちた人々の出迎えであった。ロスタンはフレンヌにあるフレンヌ刑務所（Maison d'arrêt de Fresnes）に収監され、次いで故郷イゼール県のグルノーブル（Grenoble）にあるサン＝ジョゼフ刑務所（La prison Saint-Joseph）に身柄を移された。
1946年10月11日、ロスタンは裁判で無期禁固重労働の刑を宣告された。その後のロスタンはピュイ＝ド＝ドーム県リオン（Riom）や、アンジュー地方シノン近郊のフォントヴロー（Fontevraud）などの刑務所で服役したが、1949年10月16日に釈放された。

### 釈放後
釈放後、ロスタンはパリに留まり、兄弟の1人と共に市場で働いた。しかし、ロスタンは首都（パリ）における住居制限を受けていたため、後にヴァール県トゥーロン（Toulon）に移住し、建築作業員として働き始めた。
1951年、ロスタンは恩赦を受け、それから間もなく若い女性と再婚した。
フランスに帰国して以来、ロスタンは自身の過去を秘して暮らしていた。しかし、1970年5月2日、ロスタンの娘がベルリンでドイツ人男性と結婚してからは考えを改めた。娘の結婚式のために（ベルリン市街戦から25年の時が経った後の）ベルリンへ赴いたロスタンは、かつてこの地で死闘を繰り広げた際の様々な想いが去来したのであった。
1975年、ロスタンは回顧録"Le prix d'un serment: Le soldat français le plus décoré de l'armée allemande"を著した。また、ロスタンは「シャルルマーニュ」師団の戦友会である「18/33戦友会」（Truppenkameradschaft 18/33）の一員となって積極的に活動し、戦友会の会合に毎回出席した。
1996年12月11日、ピエール・ロスタンは亡くなった。満87歳没。

## キャリア

### 党員・隊員番号
- ナチス党員番号（NSDAP-Nr.）：無し
- 親衛隊隊員番号（SS-Nr.）：無し（1944年9月1日、ドイツ陸軍反共フランス義勇軍団（LVF）から武装親衛隊へ移籍したフランス人義勇兵）

### 階級

#### フランス軍
不明

#### ドイツ陸軍（反共フランス義勇軍団）
- 上級曹長（Oberfeldwebel）

#### 武装親衛隊
- 1944年 - 1945年 SS所属武装上級曹長（Waffen-Hauptscharführer der SS）

### 勲章

#### フランス軍
不明

#### ドイツ陸軍（反共フランス義勇軍団）
- 反共フランス義勇軍団戦功十字章（Croix de guerre de la Légion des Volontaires Français）（12回表彰）
- 戦傷章
- 二級鉄十字章（1944年4月20日）

#### 武装親衛隊
- 一級鉄十字章（1945年4月29日）

## 回顧録

### Le prix d'un serment
ピエール・ロスタンの回顧録"Le prix d'un serment"（直訳：『誓いの代償』）は1975年にLa Table Rondeから初版が発売された。同書は現在に至るまで他の出版社からも発売されている。
- La Table Ronde版（1975年）
- Irminsul版（2002年）
- Editions du Paillon版（2008年）